# Тупчий, Алексей Петрович
Алексе́й Петро́вич Ту́пчий (укр. Олексій Петрович Тупчій; 22 августа 1986, Первомайск, Николаевская область, Украинская ССР) — украинский футболист, полузащитник клуба «Орша».

## Биография
Первый тренер — Константин Доценко. В ДЮФЛ выступал за киевские РВУФК и «Смена-Оболонь».
В 2004 году попал в белорусский клуб «Днепр-Трансмаш» из города Могилёва. С 2005 года команда называется «Днепр». В феврале 2007 года побывал на просмотре в клубе «Металлург-Кузбасс». Летом 2009 года был на просмотре в калининградской «Балтике». В 2009 «Днепр» стал бронзовым призёром чемпионата Белоруссии, уступив лишь минскому «Динамо» и БАТЭ. 1 июля 2010 года дебютировал в еврокубках в выездном матче квалификации Лиги Европы против албанского «Лачи» (1:1), Тупчий начал матч в основе, но на 86 минуте был заменён на Максима Карповича. Позже Алексей Тупчий сыграл в двух проигрышных матчах против испанского «Вильярреала» (7:1 по сумме двух матчей).
Всего за «Днепр» играл на протяжении шести лет и сыграл за клуб в чемпионате 97 матчей и забил 1 мяч.
В январе 2011 года перешёл на правах свободного агента в «Витебск». В составе клуба в чемпионате Белоруссии дебютировал 2 апреля 2011 года в выездном матче против брестского «Динамо» (3:0), Тупчий отыграл весь матч.

## Достижения
- Бронзовый призёр Высшей лиги Белоруссии (1): 2009
- Обладатель Кубка Белоруссии (1): 2013/14

## Личная жизнь
Его отец — Пётр Павлович Тупчий, детский тренер. Алексей заочно учится на факультете физвоспитания НУК.

## Статистика
| Сезон | Клуб            | Лига                   | Чемпионат | Чемпионат | Кубок | Кубок | Дубль | Дубль | Еврокубки | Еврокубки |
| Сезон | Клуб            | Лига                   | Игры      | Голы      | Игры  | Голы  | Игры  | Голы  | Игры      | Голы      |
| ----- | --------------- | ---------------------- | --------- | --------- | ----- | ----- | ----- | ----- | --------- | --------- |
| 2004  | Днепр-Трансмаш  | Высшая лига Белоруссии | 10        | 0         | ?     | ?     | ?     | ?     | —         | —         |
| 2005  | Днепр-Трансмаш  | Высшая лига Белоруссии | 17        | ?         | ?     | ?     | ?     | ?     | —         | —         |
| 2006  | Днепр (Могилёв) | Высшая лига Белоруссии | 17        | 0         | ?     | ?     | ?     | ?     | —         | —         |
| 2007  | Днепр (Могилёв) | Высшая лига Белоруссии | 18        | 1         | ?     | ?     | 6     | 0     | —         | —         |
| 2008  | Днепр (Могилёв) | Высшая лига Белоруссии | 0         | 0         | ?     | ?     | 8     | 2     | —         | —         |
| 2009  | Днепр (Могилёв) | Высшая лига Белоруссии | 15        | 0         | ?     | ?     | 8     | 1     | —         | —         |
| 2010  | Днепр (Могилёв) | Высшая лига Белоруссии | 18        | 0         | ?     | ?     | ?     | ?     | 3         | 0         |
| 2011  | Витебск         | Высшая лига Белоруссии | 32        | 1         | ?     | ?     | ?     | ?     | —         | —         |